# Lispe tarsocilica
Lispe tarsocilica är en tvåvingeart som beskrevs av Xue och Zhang 2005. Lispe tarsocilica ingår i släktet Lispe och familjen husflugor. Inga underarter finns listade i Catalogue of Life.